# Glandă odorantă

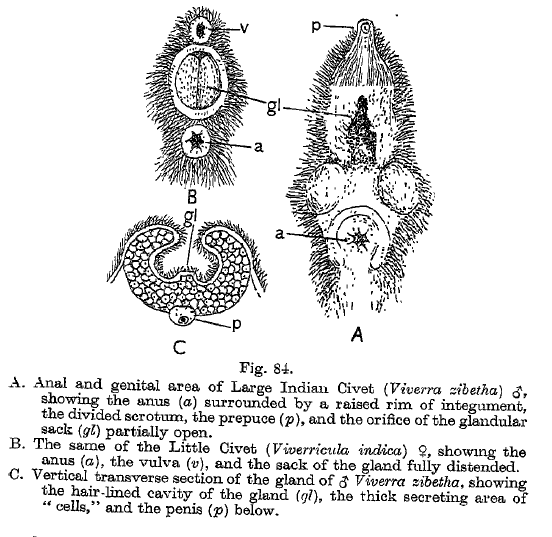
Glandele anale la civete sunt glande odorante

Glandele odorante sunt glande exocrine prezente la majoritatea mamiferelor, care produc secreții odorante mirositoare și servesc pentru atragerea sexelor aceleiași specii în perioada de rut sau ca mijloc de apărare, marcarea teritoriul individual, delimitarea teritoriilor de hrană. Acestea pot fi și tubuloase și sunt dispuse în diferite regiuni ale corpului, dar mai ales în jurul anusului și al organelor genitale, ca glandele anale de la multe carnivore (dihor, hermelină), glandele moscului de la mosc, civetă, castor, bizam etc. Capra neagră are glande odorante la baza coarnelor, iar unele specii de antilope, capre și oi le au pe față: glande anteorbitale.
Glandele odorante produc secreții odorante semivâscoase care conțin feromoni și alte substanțe semiochimice. Secreția unora dintre glandele odorante are miros plăcut, al altora este neplăcut și împrumută animalului un miros specific și chiar individual. Masculul multor specii unge cu această secreție pietrele, trunchiurile de arbori și alte obiecte, delimitându-și un teritoriu individual sau de hrană în care nu rabdă rivali. Mirosul secreției glandelor odorante joacă un rol în recunoașterea sexelor și servește la atragerea partenerilor în epoca de rut (reproducere). Secreția glandelor anale de la sconc, cu un miros pestilențial și pătrunzător, ajunge în rect și prin compresia unui mușchi poate fi aruncată asupra dușmanului. Se presupune că secrețiile odorante joacă mare rol în viața socială a mamiferelor.